# Geloux (Midouze)
Der Geloux ist ein Fluss in Frankreich, der im Département Landes in der Region Nouvelle-Aquitaine verläuft. Er entspringt im Regionalen Naturpark Landes de Gascogne, im Gemeindegebiet von Vert, knapp an der Grenze zur benachbarten Gemeinde Garein, entwässert generell in südlicher Richtung und mündet nach rund 30 Kilometern an der Gemeindegrenze von Saint-Martin-d’Oney und Campet-et-Lamolère als linker Nebenfluss in die Midouze.

## Orte am Fluss
(Reihenfolge in Fließrichtung)
- Garein
- Geloux
- Saint-Martin-d’Oney